# Pierre-Louis Thévenet
Pierre-Louis Thévenet ist ein französischer Artdirector und Szenenbildner, der sowohl einen Oscar für das beste Szenenbild und einen Goya für das beste Produktionsdesign als auch eine Sonderwürdigung beim Festival Internacional de Cine de Mar del Plata erhielt.

## Leben
Thévenet begann seine Laufbahn als Artdirector und Szenenbildner in der Filmwirtschaft 1959 bei dem Film La verte moisson und wirkte bis 2001 an der Herstellung von 24 Filmen mit.
Bei der Oscarverleihung 1971 gewann er zusammen mit Urie McCleary, Gil Parrondo und Antonio Mateos den Oscar für das beste Szenenbild in dem Kriegsfilm Patton – Rebell in Uniform (1970) von Franklin J. Schaffner mit George C. Scott, Karl Malden und Stephen Young in den Hauptrollen.
Bei der Verleihung des Goya 1990 wurde er erstmals für El sueño del mono loco (1989) von Fernando Trueba mit Jeff Goldblum, Miranda Richardson und Anémone für den Goya für das beste Produktionsdesign nominiert. 1997 wurde er für Tranvía a la Malvarrosa (1997) von José Luis García Sánchez mit Liberto Rabal, Jorge Merino und Ariadna Gil abermals für den Goya für das beste Produktionsdesign nominiert und erhielt darüber hinaus für die szenische Ausstattung dieses Films eine Sonderwürdigung beim Internacional de Cine de Mar del Plata.
Bei der Verleihung des Goya 2000 bekam er den Goya für das beste Produktionsdesign für Goya (1999) von Carlos Saura mit Francisco Rabal, José Coronado und Dafne Fernández in den Hauptrollen.

## Filmografie (Auswahl)
- 1959: La verte Moisson
- 1964: Der Mord, der zweimal geschah (Constance aux enfers)
- 1964: Tim und Struppi und die blauen Orangen
- 1989: Twisted Obsession (El sueño del mono loco)
- 1991: High Heels
- 1999: Goya (Goya en Burdeos)
- 2001: Son de mar – Nicht ohne dich (Son de mar)

## Auszeichnungen
- 1971: Oscar für das beste Szenenbild
- 1997: Sonderwürdigung beim Internacional de Cine de Mar del Plata
- 2000: Goya für das beste Produktionsdesign